# Hebefili
Hebefili är vuxnas sexuella dragning till ungdomar som befinner sig i puberteten. Hebefili skiljer sig både från en snäv betydelse av pedofili, som då handlar om en sexuell dragning till prepubertala personer, och från efebofili (vuxnas sexuella dragning till postpubertala ungdomar).

## Definition

### Kategorier och bakgrund
De åldersspecifika kategorierna – utifrån sexuell dragning till personer i en viss utvecklingsfas – kan kategoriseras enligt följande:
- Pedofili är en dragning till prepubertala människor
- Hebefili är en dragning till pubertala människor (ofta runt 11–14 års ålder[1])
- Efebofili är en dragning till postpubertala unga människor
- Teleiofili är en dragning till postpubertala människor utan fokus på ungdom (ordet används sällan).

Hebefili klassas medicinskt som en parafili. 15 år är gränsen för "byxmyndighet" i bland annat Sverige, och sexuellt umgänge med någon under denna ålder är olaglig i Sverige (under 15 års ålder är man dock inte straffmyndig); undantag kan dock göras när åldersskillnaden mellan personerna är liten.
Själva dragningen till en pubertal eller postpubertal tonåring har evolutionsmässiga rötter. I vissa kulturer är det tillåtet med barngifte, och en person som genomgått puberteten kan producera avkomma. Människor anses genetiskt ha en förkärlek till att uppskatta ungdomlighet, eftersom denna tydligt kan markera fruktsamhet. För en vuxen man är en pubertal flicka dessutom lättare att dominera (och para sig med). Detta biologiska perspektiv kan förklara vissa sexuella fantasier.

### Etymologi
Det sammansatta ordet hebefili betyder vänskap eller kärlek till ungdomar. Ordets första del, ἡβη (Hebe), är namnet på ungdomens gudinna i grekisk mytologi. Ordet myntades 1906 av Magnus Hirschfeld.
Både hebefili och efebofili slutar med φιλια (filia), som betyder kärlek eller vänskap. Ibland används ordet hefebofili i första hand i samband med homosexuellt intresse, särskilt mellan en vuxen man och en yngre man (jämför pederasti).

### Relation till pedofili
I vanligt språkbruk används ofta ordet pedofil om alla som har sexuellt intresse för minderåriga. Den vetenskapliga definitionen för pedofili är dock sexuellt intresse för barn som ännu inte gått in i puberteten. Orden hebefili och efebofili används alltså enbart för intresse för barn/ungdomar i eller efter puberteten.

## Medicin och juridik

### Medicinsk karakteristik
Det finns idag ingen neurologisk forskning som visar på tydliga skillnader i karaktäristik mellan heterosexuella teleiofiler, som sexuellt orienterar sig mot vuxna individer, och heterosexuella hebefiler, som sexuellt orienterar sig mot ungdomar. Ett fåtal studier har gjorts där man sökt efter en neurologisk komponent till utvecklingen av läggningen; studierna fann att pedofiler och homosexuella skilde sig från heterosexuella medan något sådant samband inte kunde beläggas för hebefiler.

### Juridik
Även om hebefili inte är en brottsrubricering är utlevd hebefili olagligt i många länder, beroende på det aktuella landets reglering av vid vilken ålder unga människor anses sexuellt självbestämmande. Ofta finns en åldersgräns i intervallet 14–18 år, men i många länder är sex utanför äktenskapet olagligt oavsett ålder. Hela självbestämmandespektrumet världen över sträcker sig från 9 till 20 (som i Nepal, gällande äktenskapsminimiålder) år. Inte bara sexuell penetrering eller sådan beröring av könsorgan är brottsliga, utan även andra former av sexuellt närmande och sexuella handlingar; i detta förekommer stora olikheter mellan olika länder och rättspraxisen i samma land kan variera. De flesta statliga utredningar rekommenderar en 14-årsgräns.
Om den ena personen är minderårig, klassas ett samlag i många länder som sexuellt övergrepp mot barn, oavsett om den yngre personen har gått med på de sexuella handlingarna eller ej. Rörande svensk lag, se till exempel artiklarna om barnpornografi, våldtäkt mot barn och sexuellt övergrepp mot barn. I fråga om pederasti görs i Sverige ingen skillnad, medan man i vissa muslimska länder har dödsstraff för alla homosexuella handlingar.

## Hebefili i kulturen
Destroyer är en tidning från Tjeckien för homosexuella hebefiler som väckt stor uppmärksamhet. Den har bland annat varit med i det svenska TV-programmet Böglobbyn.
Det franska modemagasinet Vogue har kritiserats för sina bilder på 10-åriga fotomodellen Thylane Blondeau. Bilderna har skapat stor debatt om sexualiseringen av unga flickor.
Anspelningar på hebefili är inte ovanlig i pornografisk film, och det gäller vanligen förhållandet mellan den äldre mannen och den unga flickan. Regissörer som Max Hardcore och aktriser som Ashley Blue och Barbii Bucxxx har återkommit till temat många gånger. Trots att alla medverkande i scenerna var över 18 år har Max Hardcore anmälts för barnpornografibrott, och friats.
Romanen Lolita handlar om en medelålders manlig sexualförbrytares bekännelser om sin livslånga kärlek till en tolvårig flicka, Lolita. I boken förekommer sexuella övergrepp på flickan.